# Clare Higgins
Clare Frances Elizabeth Higgins (Bradford, 10 november 1955) is een Britse actrice.
Clare speelde in de films Hellraiser en Hellbound: Hellraiser II de rol van Julia en in The Golden Compass de rol van Ma Costa. Ze is afgestudeerd aan de London Academy of Music and Dramatic Art (LAMDA) en speelde toneelstukken, waaronder The Secret Rapture, All's Well That Ends Well en Hamlet. Clare won drie Laurence Olivier Awards in haar loopbaan.